# Kalače
Kalače (cyr. Калаче) – wieś w Czarnogórze, w gminie Rožaje. W 2011 roku liczyła 956 mieszkańców.